# NGC 6978
NGC 6978 é uma galáxia espiral (Sb) localizada na direcção da constelação de Aquarius. Possui uma declinação de -05° 42' 40" e uma ascensão recta de 20 horas, 52 minutos e 35,4 segundos.
A galáxia NGC 6978 foi descoberta em 20 de Julho de 1863 por Albert Marth.